# Ecoparque industrial
Um ecoparque industrial é um espaço empresarial onde o factor económico e produtivo encontra-se conjugado com o factor ambiental. São espaços planeados de forma organizada, tendo em vista a integração das várias industrias e infra-estruturas, para possibilitar a partilha de recursos, matérias primas secundárias, racionalizando assim os recursos necessários, sejam eles de matérias primas, económicos ou ambientais.